# Pandanus yvanii
Pandanus yvanii är en enhjärtbladig växtart som beskrevs av Hermann Maximilian Carl Ludwig Friedrich zu Solms-Laubach. Pandanus yvanii ingår i släktet Pandanus och familjen Pandanaceae. Inga underarter finns listade.